# Nesocordulia flavicauda
Nesocordulia flavicauda är en trollsländeart som beskrevs av Robert McLachlan 1882.
Nesocordulia flavicauda ingår i släktet Nesocordulia och familjen skimmertrollsländor. Inga underarter finns listade i Catalogue of Life.